# Calatafimi-Segesta
Calatafimi-Segesta is een gemeente in de Italiaanse provincie Trapani (regio Sicilië) en telt 7385 inwoners (31-12-2004). De oppervlakte bedraagt 154,9 km², de bevolkingsdichtheid is 48 inwoners per km².
De stad heette tot 1997 alleen Calatafimi, de toevoeging Segesta is opgenomen vanwege de beroemde Griekse tempel binnen de gemeente.

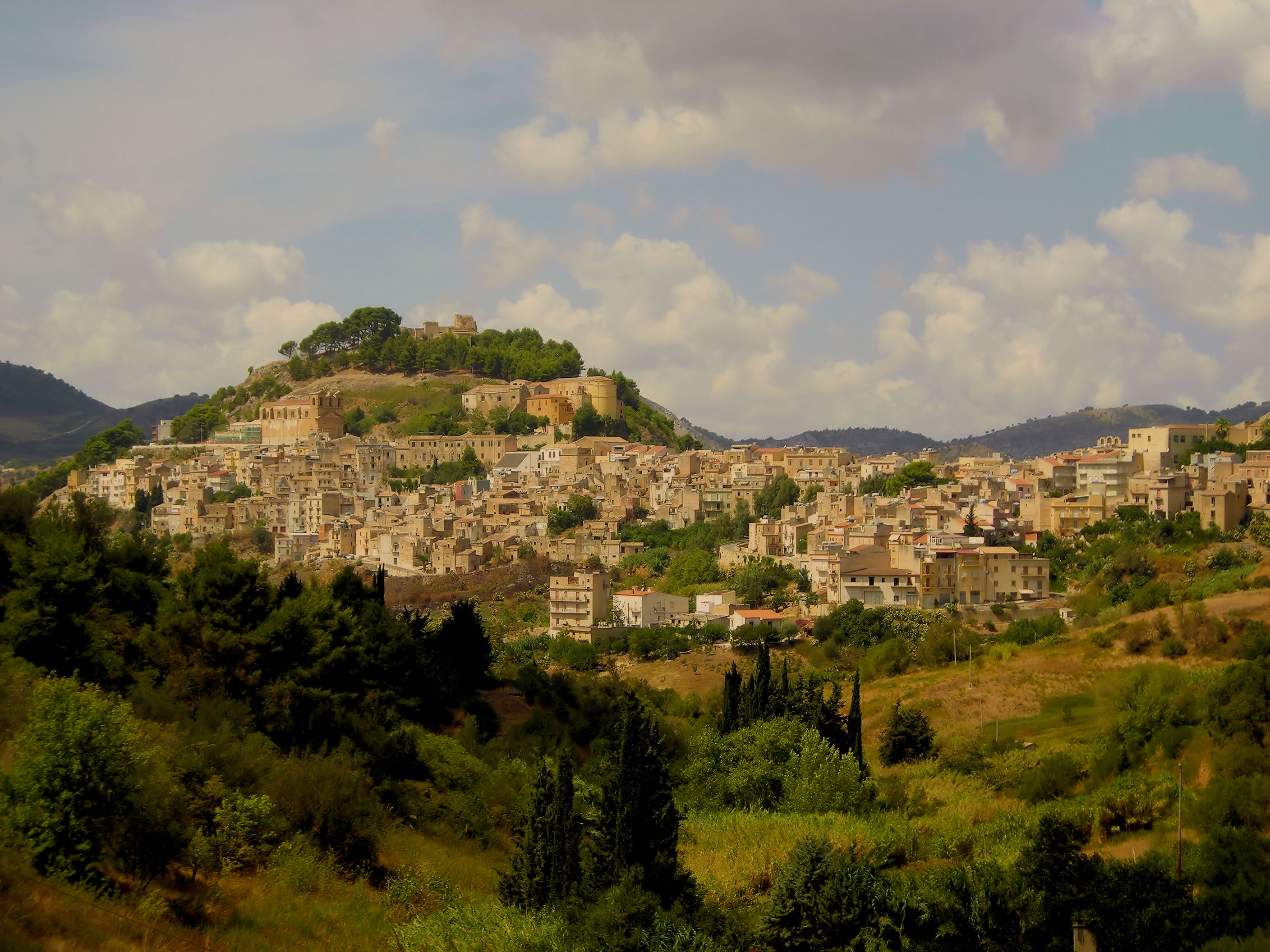
Calatafimi-Segesta
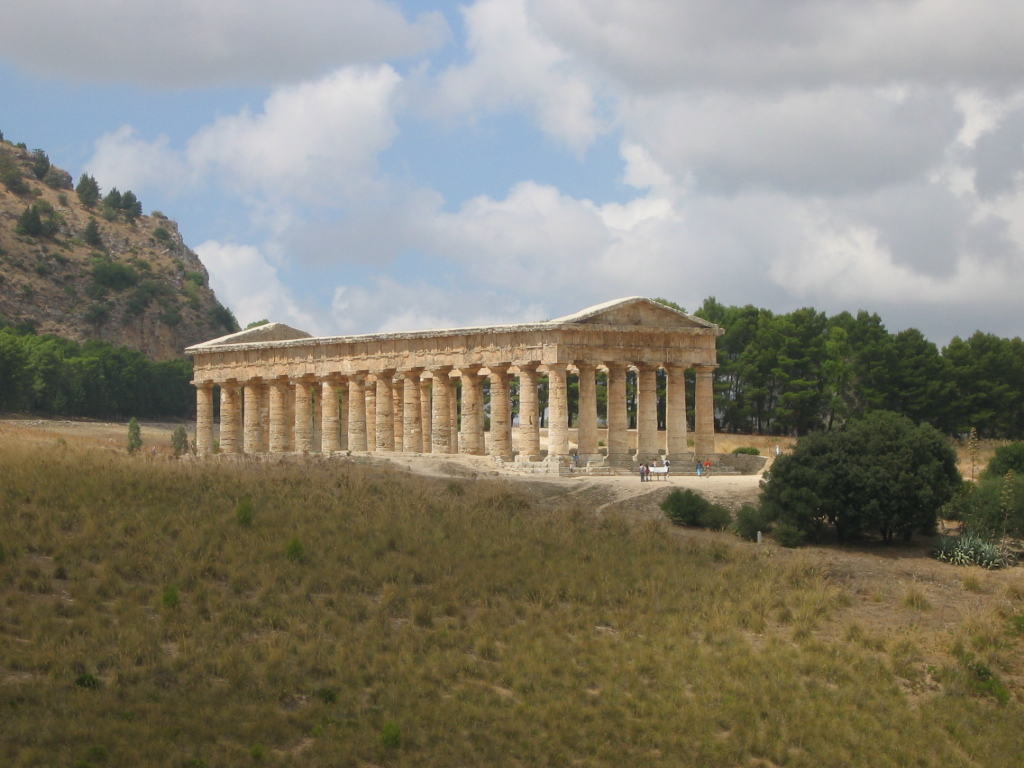
Griekse tempel bij Segesta
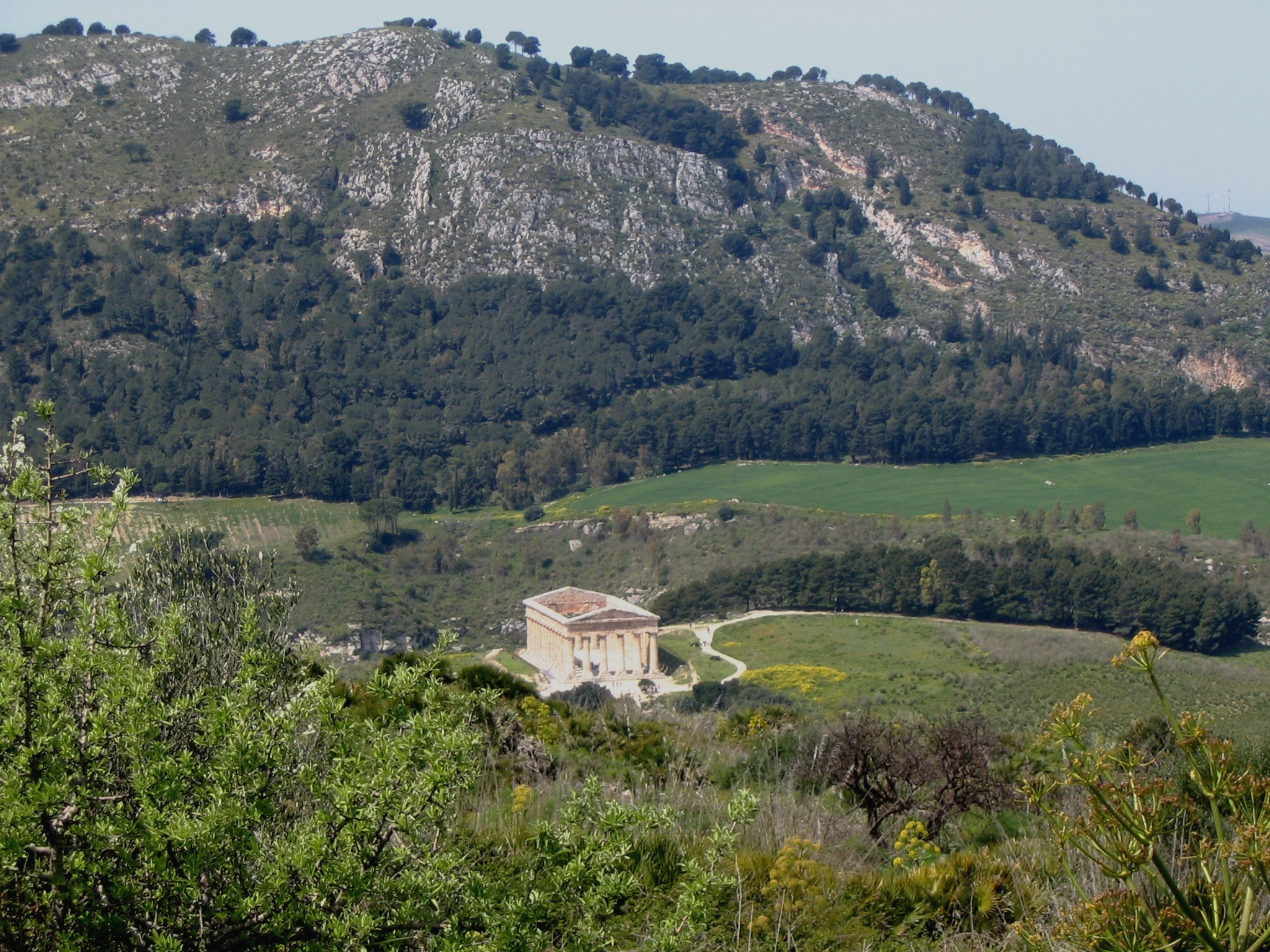
Site van de tempel

## Demografie
Calatafimi-Segesta telt ongeveer 2809 huishoudens. Het aantal inwoners daalde in de periode 1991-2001 met 1,8% volgens cijfers uit de tienjaarlijkse volkstellingen van ISTAT.
| Jaar | Inwoneraantal |
| ---- | ------------- |
| 1991 | 7636          |
| 2001 | 7496          |

## Geografie
De gemeente ligt op ongeveer 338 m boven zeeniveau.
Calatafimi Segesta grenst aan de volgende gemeenten: Alcamo, Buseto Palizzolo, Castellammare del Golfo, Gibellina, Monreale (PA), Salemi, Santa Ninfa, Trapani, Vita.

## Archeologie
De oude stad van Segesta is gelegen op Monte Barbaro en herbergt, in een archeologische park, een tempel in Dorische stijl en een amfitheater uit de Hellenistische periode, gedeeltelijk uitgegraven in de rots van de heuvel. Andere opgravingen hebben een Hellenistisch-Romeinse stad en een middeleeuws dorp aan het licht gebracht.
Alcamo · Buseto Palizzolo · Calatafimi-Segesta · Campobello di Mazara · Castellammare del Golfo · Castelvetrano · Custonaci · Erice · Favignana · Gibellina · Marsala · Mazara del Vallo · Paceco · Pantelleria · Partanna · Petrosino · Poggioreale · Salaparuta · Salemi · San Vito Lo Capo · Santa Ninfa · Trapani · Valderice · Vita